# Superconductividad

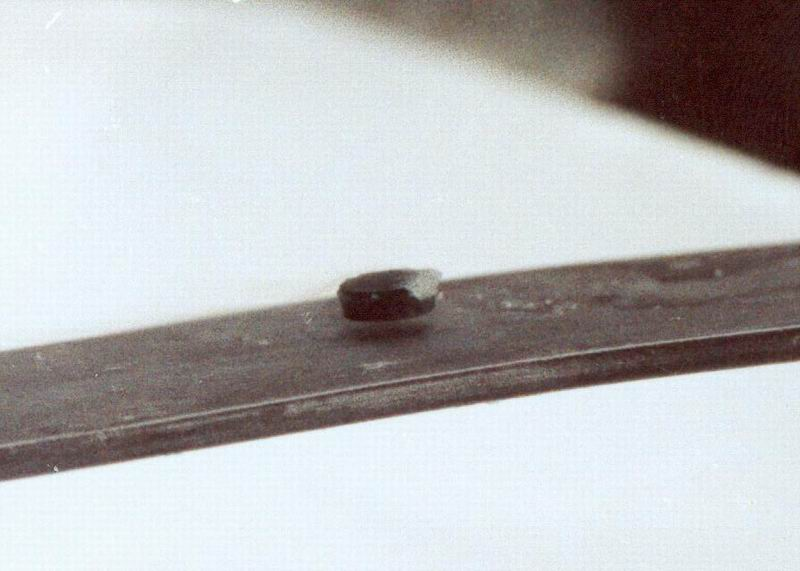
Efecto Meissner.

Se denomina superconductividad a la capacidad intrínseca que poseen ciertos materiales para conducir corriente eléctrica sin resistencia ni pérdida de energía en determinadas condiciones. Fue descubierto por el físico neerlandés  Heike Kamerlingh Onnes el 8 de abril de 1911 en Leiden.
La resistividad eléctrica de un conductor metálico disminuye gradualmente a medida que la temperatura se reduce. Sin embargo, en los conductores ordinarios, como el cobre y la plata, las impurezas y otros defectos producen un valor límite. Incluso cerca de cero absoluto una muestra de cobre presenta una resistencia no nula. La resistencia de un superconductor, en cambio, desciende bruscamente a cero cuando el material se enfría por debajo de su temperatura crítica. Una corriente eléctrica que fluye en una espiral de cable superconductor puede persistir indefinidamente sin fuente de alimentación. Al igual que el ferromagnetismo y las líneas espectrales atómicas, la superconductividad es un fenómeno de la mecánica cuántica. 
La superconductividad ocurre en una gran variedad de materiales, incluyendo elementos simples como el estaño y el aluminio, diversas aleaciones metálicas y algunos semiconductores fuertemente dopados. La superconductividad, normalmente, no ocurre en metales nobles como el cobre y la plata, ni en la mayoría de los metales ferromagnéticos. Pero en ciertos casos, el oro se clasifica como superconductor; por sus funciones y los mecanismos aplicados.

## Comportamiento magnético

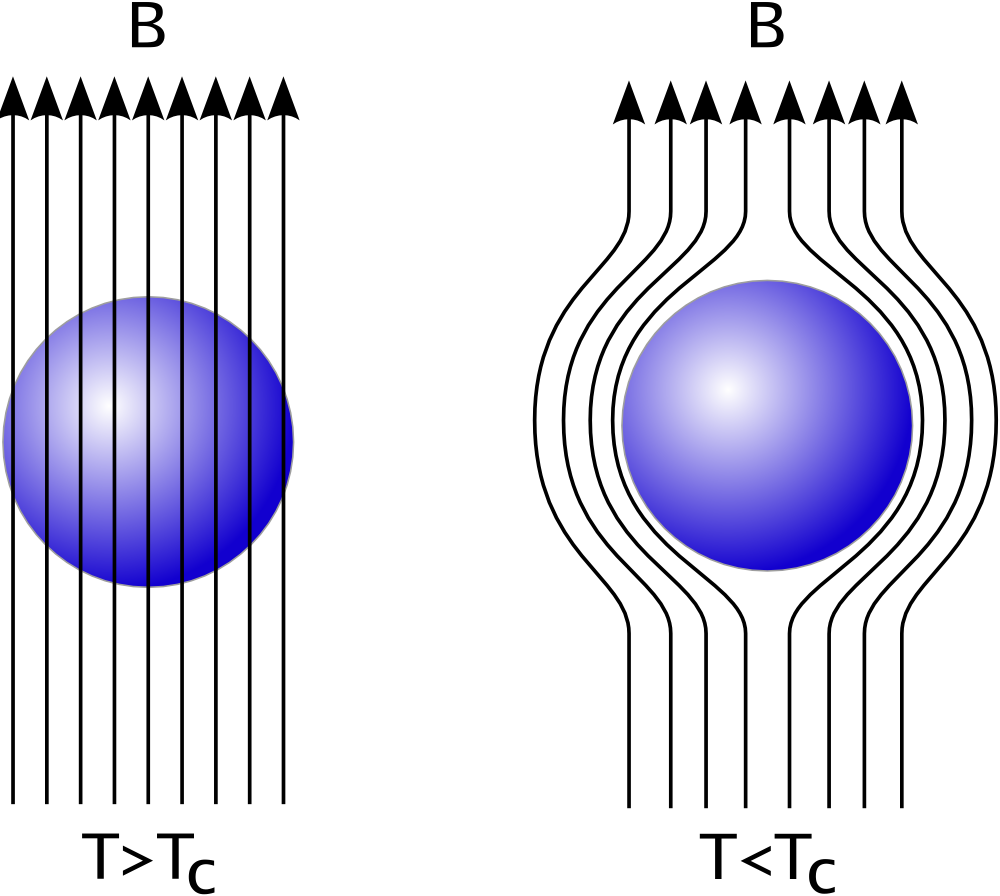
Expulsión del campo magnético.

Aunque la propiedad más sobresaliente de los superconductores es la ausencia de resistencia, lo cierto es que no podemos decir que se trate de un material de conductividad infinita, ya que este tipo de material por sí solo no tiene sentido termodinámico. En realidad un material superconductor de tipo I es perfectamente diamagnético. Esto hace que no permita que penetre en el campo, lo que se conoce como efecto Meissner.
El campo magnético distingue dos tipos de superconductores: los de tipo I, que no permiten en absoluto que penetre un campo magnético externo (lo cual conlleva un esfuerzo energético alto, e implica la ruptura brusca del estado superconductor si se supera la temperatura crítica), y los de tipo II, que son superconductores imperfectos, en el sentido en que el campo realmente penetra a través de pequeñas canalizaciones denominadas vórtices de Abrikosov, o fluxones. Estos dos tipos de superconductores son de hecho dos fases diferentes que fueron predichas por Lev Davidovich Landau y Aleksey Alekséyevich Abrikósov.
Cuando a un superconductor de tipo II le aplicamos un campo magnético externo débil lo repele perfectamente. Si lo aumentamos, el sistema se vuelve inestable y prefiere introducir vórtices para disminuir su energía. Estos van aumentando en número colocándose en redes de vórtices que pueden ser observados mediante técnicas adecuadas. Cuando el campo es suficientemente alto, el número de defectos es tan alto que el material deja de ser superconductor. Este es el campo crítico que hace que un material deje de ser superconductor y que depende de la temperatura.

## Comportamiento eléctrico

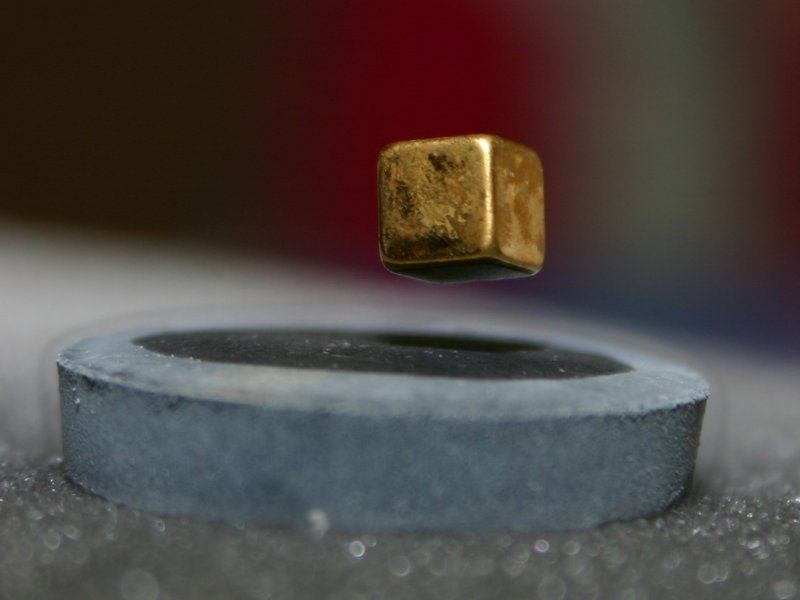
Imán suspendido sobre un superconductor a alta temperatura enfriado a -200 °C

La aparición del superdiamagnetismo es debida a la capacidad del material de crear supercorrientes. Estas son corrientes de electrones que no disipan energía, de manera que se pueden mantener eternamente sin obedecer el Efecto Joule de pérdida de energía por generación de calor. Las corrientes crean el intenso campo magnético necesario para sustentar el efecto Meissner. Estas mismas corrientes permiten transmitir energía sin gasto energético, lo que representa el efecto más espectacular de este tipo de materiales. Debido a que la cantidad de electrones superconductores es finita, la cantidad de corriente que puede soportar el material es limitada. Por tanto, existe una corriente crítica a partir de la cual el material deja de ser superconductor y comienza a disipar energía.
En los superconductores de tipo II, la aparición de fluxones provoca que, incluso para corrientes inferiores a la crítica, se detecte una cierta disipación de energía debida al choque de los vórtices con los átomos de la red.

## Calor específico
En los metales el calor específico es una función de la temperatura. Cuando la temperatura es muy baja, pero el metal está en el estado normal (es decir, cuando aún no está en estado superconductor) el calor específico tiene la forma

{\displaystyle C_{v}=aT+bT^{3}\,\!}

donde a y b son constantes que se pueden medir mediante experimentos. El primer término (el término lineal) refleja la conducción eléctrica, mientras que el segundo término (el que varía con el cubo de la temperatura) se debe a los fonones (es decir, a las vibraciones de la red).
Sin embargo, si seguimos enfriando y el metal pasa al estado superconductor, este comportamiento cambia radicalmente: el calor específico tiene una discontinuidad en la temperatura crítica, aumentando sensiblemente, para después variar de la forma

{\displaystyle C_{v}={\begin{cases}{\text{constante}}\cdot T^{3},&{\mbox{si }}T\sim T_{\rm {c}}\\{\text{constante}}\cdot e^{-\alpha T_{\rm {c}}/T},&{\mbox{si }}T\sim 0\end{cases}}}

La siguiente gráfica muestra la dependencia del calor específico recién explicada (de color azul), y, adicionalmente, muestra cómo varía la resistividad (de color verde):
Nótese como el calor específico aumenta bruscamente a un valor igual a unas 2.5 veces el valor en el estado normal. Este valor es independiente del material superconductor, y está explicado en el marco de la teoría BCS.

## Historia de la superconductividad

### Descubrimiento
Ya en el siglo XIX se llevaron a cabo diversos experimentos para medir la resistencia eléctrica a bajas temperaturas, siendo James Dewar el pionero en este campo.
Sin embargo, la superconductividad como tal no se descubriría hasta 1911, año en que el físico neerlandés Heike Kamerlingh Onnes observó que la resistencia eléctrica del mercurio desaparecía bruscamente al enfriarse a 4 K (-269 °C), cuando lo que se esperaba era que disminuyera gradualmente hasta el cero absoluto. Gracias a sus descubrimientos, principalmente por su método para lograr la producción de helio líquido, recibiría dos años más tarde el premio Nobel de física. Durante los primeros años el fenómeno fue conocido como supraconductividad.
En 1913 se descubre que un campo magnético suficientemente grande también destruye el estado superconductor, descubriéndose tres años después la existencia de una corriente eléctrica crítica.
Puesto que se trata de un fenómeno esencialmente cuántico, no se hicieron grandes avances en la comprensión de la superconductividad, puesto que la comprensión y las herramientas matemáticas de que disponían los físicos de la época no fueron suficientes para afrontar el problema hasta los años cincuenta. Por ello, la investigación fue hasta entonces meramente fenomenológica, como por ejemplo el descubrimiento del efecto Meissner en 1933 y su primera explicación mediante el desarrollo de la ecuación de London dos años más tarde por parte de los hermanos Fritz y Heinz London.

### Teorías principales
Los mayores avances en la comprensión de la superconductividad tuvieron lugar en los años cincuenta: en 1950 es publicada la teoría Ginzburg-Landau, y en 1957 vería la luz la teoría BCS.
La teoría BCS fue desarrollada por Bardeen, Cooper y Schrieffer (de sus iniciales surge el nombre BCS), gracias a lo cual los tres recibirían el premio Nobel de física en 1972. Esta teoría se pudo desarrollar gracias a dos pistas fundamentales ofrecidas por físicos experimentales a principios de los años cincuenta:
- el descubrimiento del efecto isotópico en 1950 (que vinculó la superconductividad con la red cristalina),
- y el descubrimiento de Lars Onsager en 1953 de que los portadores de carga son en realidad parejas de electrones llamados pares de Cooper (resultado de experimentos sobre la cuantización flujo magnético que pasa a través de un anillo superconductor).

La teoría Ginzburg-Landau es una generalización de la teoría de London desarrollada por Vitaly Ginzburg y Lev Landau en 1950. Si bien esta teoría precede siete años a la teoría BCS, los físicos de Europa Occidental y Estados Unidos le prestaron poca atención por su carácter más fenomenológico que teórico, unido a la incomunicación de aquellos años entre ambos lados del Telón de Acero. Esta situación cambió en 1959, año en que Lev Gor'kov demostró que se podía derivar rigurosamente a partir de la teoría microscópica en un artículo que también publicó en inglés.
En 1962 Brian David Josephson predijo que podría haber corriente eléctrica entre dos superconductores incluso si hubiera una pequeña separación entre estos, debido al efecto túnel. Un año más tarde Anderson y Rowell lo confirmaron experimentalmente. El efecto sería conocido como efecto Josephson, y está entre los fenómenos más importantes de los superconductores, teniendo gran variedad de aplicaciones, desde la magnetoencefalografía hasta la predicción de terremotos.

### Los superconductores de alta temperatura
Tras algunos años de relativo estancamiento, en 1987 Bednorz y Müller descubrieron que una familia de materiales cerámicos, los óxidos de cobre con estructura de perovsquita, eran superconductores con temperaturas críticas superiores a 90 K. Estos materiales, conocidos como superconductores de alta temperatura, estimularon un renovado interés en la investigación de la superconductividad. Como tema de la investigación pura, estos materiales constituyen un nuevo fenómeno que solo se explica por el hecho de que hace pasar los electrones por parejas o "pares de Cooper". Y, debido a que el estado superconductor persiste hasta temperaturas más manejables, superiores al punto de ebullición del nitrógeno líquido, muchas aplicaciones comerciales serían viables, sobre todo si se descubrieran materiales con temperaturas críticas aún mayores.

## Cómo obtener materiales superconductores
Debido a las bajas temperaturas que se necesitan para conseguir la superconductividad, los materiales más comunes se suelen enfriar con helio líquido (el nitrógeno líquido sólo es útil cuando se manejan superconductores de alta temperatura). El montaje necesario es complejo y costoso, utilizándose en muy contadas aplicaciones como, por ejemplo, la construcción de electroimanes muy potentes para resonancia magnética nuclear.
Sin embargo, en los años 80 se descubrieron los superconductores de alta temperatura, que muestran la transición de fase a temperaturas superiores a la transición líquido-vapor del nitrógeno líquido. Esto ha abaratado mucho los costos en el estudio de estos materiales y abierto la puerta a la existencia de materiales superconductores a temperatura ambiente, lo que supondría una revolución en la industria del siglo XXI. La mayor desventaja de estos materiales es su composición cerámica, lo que lo hace poco apropiado para fabricar cables mediante deformación plástica, el uso más obvio de este tipo de materiales. Sin embargo se han desarrollado técnicas nuevas para la fabricación de cintas como IBAD (deposición asistida mediante haz de iones). Mediante esta técnica se han logrado cables de longitudes superiores a 1 km.

## Teoría
Si bien el fenómeno de la superconductividad es un tema abierto en física, en la actualidad hay dos enfoques fundamentales: el microscópico o mecano cuántico (basado en la teoría BCS) y el macroscópico o fenomenológico (en el cual se centra la teoría Ginzburg-Landau).

### Un superconductor no es simplemente un conductornormalperfecto
Al contrario de lo que se podría pensar en principio, un superconductor se comporta de un modo muy distinto a los conductores normales: no se trata de un conductor cuya resistencia es cercana a cero, sino que la resistencia es exactamente igual a cero. Esto no se puede explicar mediante los modelos empleados para los conductores habituales, como por ejemplo el modelo de Drude.
Para demostrar esto vamos a suponer la hipótesis opuesta: imaginemos por un momento que un superconductor se comporta como un conductor normal. En tal caso, tendríamos que los electrones son esparcidos de alguna manera y su ecuación del movimiento sería:

{\displaystyle m{\frac {d}{dt}}\langle {\vec {v}}\rangle =-e{\vec {E}}}

donde {\displaystyle \langle {\vec {v}}\rangle } es la velocidad media de los electrones, m su masa, e su carga y {\displaystyle {\vec {E}}} el campo eléctrico en el que se mueven. Suponiendo que dicho campo varía suavemente, al resolverla llegaríamos a la ley de Ohm:

{\displaystyle {\vec {J}}=\sigma {\vec {E}}={\frac {ne^{2}\tau }{m}}{\vec {E}}}

donde {\displaystyle {\vec {J}}} es la densidad de corriente, {\displaystyle \sigma } la conductividad eléctrica, {\displaystyle \tau } la mitad del tiempo medio entre dos colisiones, y n la densidad de electrones.
Ahora bien, si suponemos que la resistencia tiende a cero, tendríamos que la conductividad tiende a infinito y por lo tanto el tiempo entre colisiones, {\displaystyle \tau }, tendería a infinito. Dicho de otra manera, no habría colisiones en absoluto. Esta es la idea de cómo se comportaría un conductor normal que tuviera resistencia nula. Sin embargo, esto significaría que, puesto que la densidad de corriente no puede ser infinita, la única posibilidad es que el campo eléctrico sea nulo:

{\displaystyle {\vec {E}}=0}

No obstante, teniendo en cuenta la ley de Faraday, un campo eléctrico nulo implica que el campo magnético ha de ser constante:

{\displaystyle \nabla \times {\vec {E}}=-{\frac {\partial {\vec {B}}}{\partial t}}=0\rightarrow {\vec {B}}(t)={\text{constante}}}

pero esto entra en contradicción con el efecto Meissner, de modo que la superconductividad es un fenómeno muy diferente a la que implicaría una "conductividad perfecta", y requiere una teoría diferente que los explique.

### Teoría BCS
La teoría microscópica más aceptada para explicar los superconductores es la Teoría BCS, presentada en 1957. La superconductividad se puede explicar como una aplicación del Condensado de Bose-Einstein. Sin embargo, los electrones son fermiones, por lo que no se les puede aplicar esta teoría directamente. La idea en la que se basa la teoría BCS es que los electrones se aparean formando un par de fermiones que se comporta como un bosón. Esta pareja se denomina par de Cooper y su enlace está justificado en las interacciones de los electrones entre sí mediada por la estructura cristalina del material.

### Teoría Ginzburg-Landau
Otro enfoque diferente es mediante la Teoría Ginzburg-Landau, que se centra más en las propiedades macroscópicas que en la teoría microscópica, basándose en la ruptura de simetrías en la transición de fase.
Esta teoría predice mucho mejor las propiedades de sustancias inhomogéneas, ya que la teoría BCS es aplicable únicamente si la sustancia es homogénea, es decir, si la energía de la banda prohibida es constante en el espacio. Cuando la sustancia es inhomogénea, el problema puede ser intratable desde el punto de vista microscópico.
La teoría se fundamenta en un cálculo variacional en el que se trata de minimizar la energía libre de Helmholtz con respecto a la densidad de electrones que se encuentran en el estado superconductor. Las condiciones para aplicar la teoría son:
- las temperaturas manejadas tienen que estar cerca de la temperatura crítica, dado que se fundamenta en un desarrollo en serie de Taylor alrededor de Tc.
- La pseudofunción de onda Ψ, así como el potencial vector {\displaystyle {\vec {A}}}, tienen que variar suavemente.

Esta teoría predice dos longitudes características: 
- longitud de penetración: es la distancia que penetra el campo magnético en el material superconductor
- longitud de coherencia: es el tamaño aproximado del par de Cooper

## Clasificación
Los superconductores se pueden clasificar en función de:
- Su comportamiento físico, pueden ser de tipo I (con un cambio brusco de una fase a otra, o en otras palabras, si sufre un cambio de fase de primer orden) o de tipo II (si pasan por un estado mixto en que conviven ambas fases, o dicho de otro modo, si sufre un cambio de fase de segundo orden).

- La teoría que los explica, llamándose convencionales (si son explicados por la teoría BCS) o no convencionales (en caso contrario).

- Su temperatura crítica, siendo de alta temperatura (generalmente se llaman así si se puede alcanzar su estado conductor enfriándolos con nitrógeno líquido, es decir, si Tc > 77K), o de baja temperatura (si no es así).

- El material de que están hechos, pudiendo ser elementos puros (como el mercurio o el plomo), superconductores orgánicos (si están en forma de fulerenos o nanotubos, lo cual los podría incluir en cierto modo entre los elementos puros, ya que están hechos de carbono), cerámicas (entre las que destacan las del grupo YBCO y el diboruro de magnesio) o aleaciones.

## Aplicaciones
Los imanes superconductores son algunos de los electroimanes más poderosos conocidos. Se utilizan en los trenes maglev, en máquinas para la resonancia magnética nuclear en hospitales y en el direccionamiento del haz de un acelerador de partículas. También pueden utilizarse para la separación magnética, en donde partículas magnéticas débiles se extraen de un fondo de partículas menos o no magnéticas, como en las industrias de pigmentos.
Los superconductores se han utilizado también para hacer circuitos digitales y filtros de radiofrecuencia y microondas para estaciones base de telefonía móvil.
Los superconductores se usan para construir uniones Josephson, que son los bloques de construcción de los SQUIDs (dispositivos superconductores de interferencia cuántica), los magnetómetros conocidos más sensibles. Una serie de dispositivos Josephson se han utilizado para definir el voltio en el sistema internacional (SI).  En función de la modalidad de funcionamiento, una unión Josephson se puede utilizar como detector de fotones o como mezclador. El gran cambio en la resistencia a la transición del estado normal al estado superconductor se utiliza para construir termómetros en detectores de fotones criogénicos.
Están apareciendo nuevos mercados donde la relativa eficiencia, el tamaño y el peso de los dispositivos basados en los superconductores de alta temperatura son superiores a los gastos adicionales que ellos suponen.
Aplicaciones futuras prometedoras incluyen transformadores de alto rendimiento, dispositivos de almacenamiento de energía, la transmisión de energía eléctrica, motores eléctricos (por ejemplo, para la propulsión de vehículos, como en vactrains o trenes maglev) y dispositivos de levitación magnética. Sin embargo la superconductividad es sensible a los campos magnéticos en movimiento de modo que las aplicaciones que usan corriente alterna (por ejemplo, los transformadores) serán más difíciles de elaborar que las que dependen de corriente continua.